# Davallia canariensis
Davallie des Canaries
Espèce
La Davallie des Canaries (Davallia canariensis), également appelée  Fougère patte-de-lapin, est une espèce de fougères de la famille des Davalliacées.